# Курбатов Тихон Олександрович
Ти́хон Олекса́ндрович Курба́тов (3 травня 1993 — 25 серпня 2019) — старший сержант Збройних сил України, учасник російсько-української війни.

## Життєпис
Народився 1993 року в місті Сєвєродонецьк (Луганська область). 2013-го пішов на строкову службу.
2015 року підписав контракт, служив у 72-й бригаді, з 2017-го — в «Айдарі»; старший сержант, командир взводу.
25 серпня 2019 року від 9-ї ранку терористи протягом години обстрілювали позиції ЗСУ поблизу селища Шуми (Торецька міська рада) зі сторони окупованої Горлівки (від Шахти 6-7) — з гранатометів, великокаліберних кулеметів та снайперської зброї. Внаслідок обстрілу сержант Курбатов зазнав кульового поранення у голову; помер під час медичної евакуації.
28 серпня 2019-го похований у Сєвєродонецьку.
Без Тихона лишились батьки та сестра.

## Нагороди та вшанування

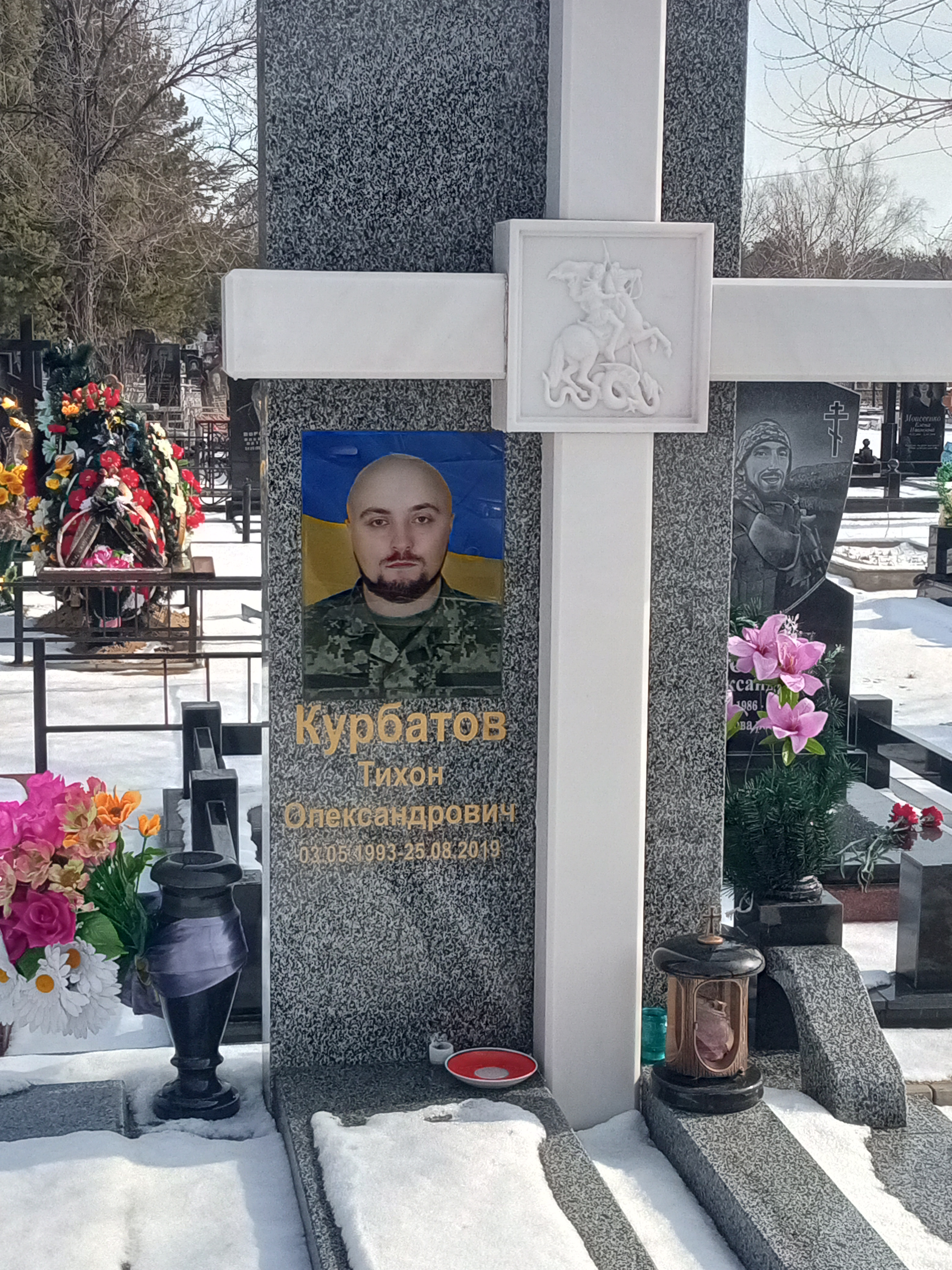

- Указом Президента України № 846/2019 від 14 листопада 2019 року за «особисту мужність і самовідданість, виявлені під час бойових дій та при виконанні службового обов'язку» нагороджений орденом «За мужність» III ступеня (посмертно)[2].
- медаллю «За військову службу Україні»[3].